# Mokrý Lom
Mokrý Lom (německy Mokrilom, Mokrig, 1362) je obec v okrese České Budějovice, v Jihočeském kraji. Nachází se přibližně sedmnáct kilometrů jihovýchodně od Českých Budějovic a devět kilometrů západně od Trhových Svin. V obci žije 113 obyvatel.

## Název
Název obce je rovněž spojen s vodou. Mezi Lahutí a Mokrým Lomem protéká potok a nacházejí se tam vysoké skály. Dříve lidé těžili kámen a tento potok býval mokrý, což dalo jméno Mokrému Lomu.

## Historie
První písemná zmínka o vsi pochází z roku 1362, kdy byla jako zástava dána Bohuslavovi z Mirkovic. Osada patřila do roku 1387 k velešínskému panství, poté připadla Rožmberkům. V roce 1474 zastavil Jindřich V. z Rožmberka osadu Janovi z Bohušic za dvacet kop a 46 grošů činže.

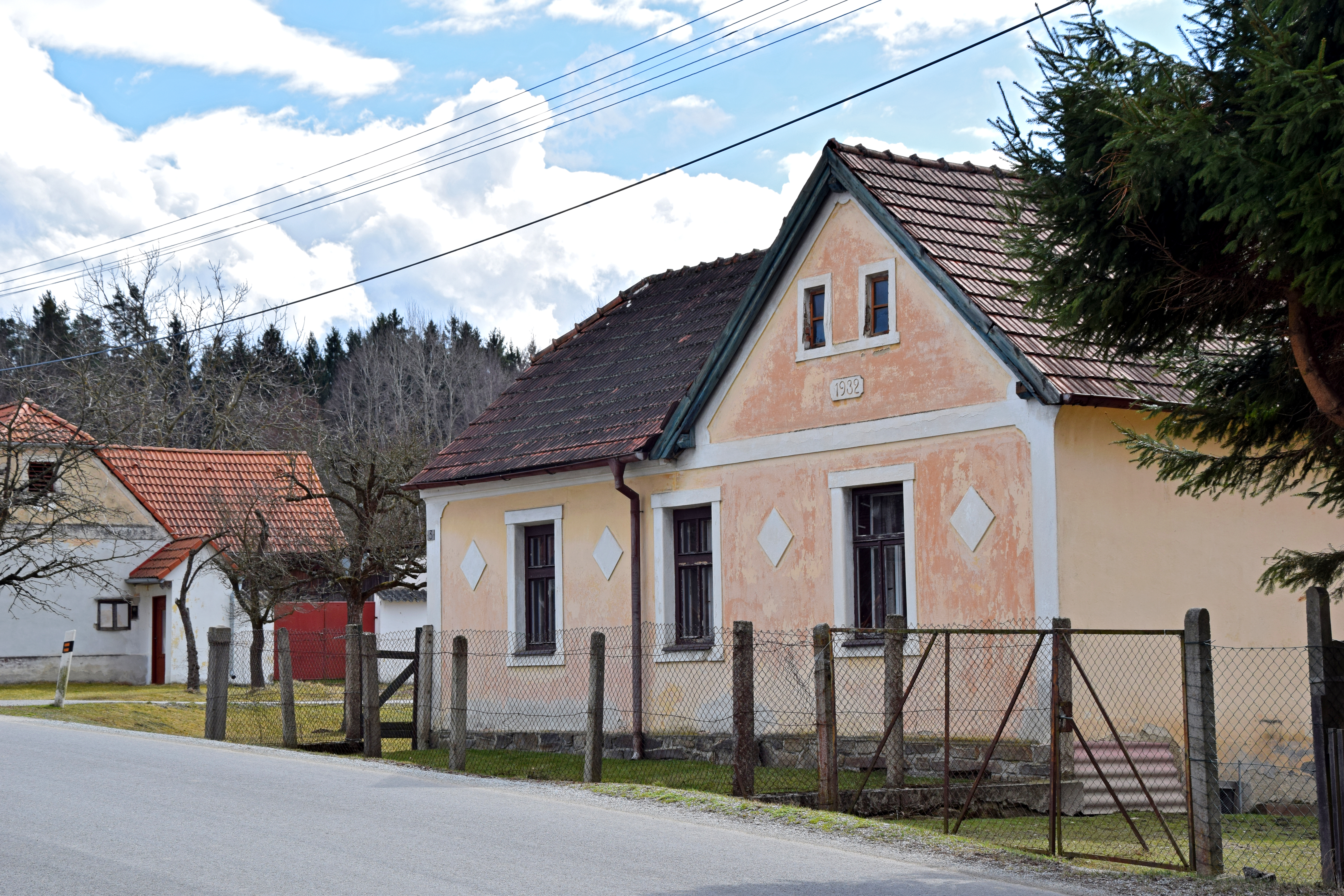
Dům čp. 3

Duchovní správou patřila osada až do roku 1786 velešínské farnosti. Od tohoto roku spadá pod farnost ve Svatém Jánu (stejně jako místní část Polžov; místní část Lahuť je přifařena k Římovu).
Po zrušení poddanské příslušnosti k buquoyskému panství Nové Hrady tvořil Mokrý Lom od roku 1850 dlouhou dobu součást obce Sedlce. Tato obec se skládala z osad Branišovice, Kladiny, Lahuť, Mokrý Lom, Polžov, Sedlce, Hrachové Hory, Úlehle, Zahrádka a samoty Benák a Babka. Starostou obce Sedlce v době jejího rozdělení byl Václav Hamberger z čp. 4 v Mokrém Lomu. Návrh na rozdělení obcí byl podán 23. ledna 1919; novými volbami, ve kterých zvítězili sociální demokraté, bylo dělení zamítnuto. Novým starostou se stal Josef Beran ze Sedlce. V Mokrém Lomě vzniklo osadní zastupitelstvo v čele s Františkem Pártlem, které opět žádalo o rozdělení obce. Tento požadavek několikrát narazil na odpor vesnic Sedlce a Branišovice. Největším problémem bylo rozdělení majetku sboru dobrovolných hasičů, který byl založen v roce 1889. Dne 19. srpna 1923 Sedlce kapitulovala a 28. únor 1924 byl určen jako den rozdělení.
Za nacistické okupace byl Mokrý Lom krátce připojen k obci Branišovice (1943–1945). V letech 1960 až 1964 došlo k  opětovnému sloučení, avšak s obrácenou svrchovaností – Branišovice se staly součástí obce Mokrý Lom. Ke dni 14. června 1964 byl Mokrý Lom včetně Branišovic začleněn pod obec Dolní Římov. Status samostatné obce Mokrý Lom znovu získal dne 24. listopadu 1990.
Mezi klíčové události novodobé historie Mokrého Lomu, které vedly k jeho osamostatnění, patří také ekologické problémy. Ty přispěly k tomu, že Mokrý Lom, dříve spadající pod Římov, začal usilovat o větší nezávislost. Významnou roli sehrála havárie, při níž začala z vodovodu vytékat závadná voda. Vyšetřováním bylo zjištěno, že zemědělci vylili nad pramen větší množství pesticidu na hubení plevele, ale odpovědnost nesl i úřad v Římově, který zanedbal vymezení ochranného pásma. Tato událost byla jedním z podnětů k tomu, aby obec získala větší kontrolu nad svým vývojem.

## Obyvatelstvo
| Rok            | 1869 | 1880 | 1890 | 1900 | 1910 | 1921 | 1930 | 1950 | 1961 | 1970 | 1980 | 1991 | 2001 | 2011 | 2021 |
| -------------- | ---- | ---- | ---- | ---- | ---- | ---- | ---- | ---- | ---- | ---- | ---- | ---- | ---- | ---- | ---- |
| Počet obyvatel | 98   | 86   | 92   | 94   | 113  | 104  | 93   | 61   | 66   | 65   | 88   | 62   | 64   | 64   | 90   |
| Počet domů     | 17   | 17   | 17   | 17   | 17   | 17   | 17   | 17   | 34   | 19   | 20   | 24   | 25   | 30   | 30   |

## Místní části
Obec Mokrý Lom se skládá ze tří částí, které leží v katastrálním území Mokrý Lom.
- Lahuť
- Mokrý Lom
- Polžov

## Pamětihodnosti
- lidová architektura
- kaplička z roku 1848